# Sergei Wassiljewitsch Schelpakow
Sergei Wassiljewitsch Schelpakow (russisch Сергей Васильевич Шелпаков; * 18. September 1956 in Issilkul) ist ein ehemaliger sowjetischer Radrennfahrer und Olympiasieger im Radsport.

## Sportliche Laufbahn
Seine internationale Karriere begann mit dem Sieg bei den Europa-Meisterschaften der Junioren 1974 in Polen, als er das Mannschaftszeitfahren mit der sowjetischen Auswahl gewann. 1980 gewann er mit Juri Kaschirin, Aleh Lohwin und Anatoli  Jarkin bei den Olympischen Sommerspielen in Moskau im Mannschaftszeitfahren die Goldmedaille. 1983 beendete er die UdSSR-Rundfahrt auf dem 8. Platz, dies war sein letztes relevantes Rennergebnis. Schelpakow startete für den Verein Burewestnik Omsk.